# Muntanya dels Estanyets
La Muntanya dels Estanyets és una serra situada al municipi d'Espot a la comarca del Pallars Sobirà, amb una elevació màxima de 2.657 metres.